# Jean Scrivens
Jean Eileen Scrivens-MacKenzie, angleška atletinja, * 15. oktober 1935, Camberwell, Anglija, Združeno kraljestvo.
Nastopila je na olimpijskih igrah leta 1956 ter osvojila srebrno medaljo v štafeti 4x100 m, v teku na 200 m se je uvrstila v polfinale.